# Океанска кора
Океанска кора је врста Земљине коре изграђене од базалта и габра, као и горњег дела мантла састављеног од перидотита. Океанска кора је део Земљине литосфере која гради океанске басене. Примарно је састављена од мафичних стена, богатих гвожђем и магнезијумом. Тања је од континенталне коре, јер њена дебљина не прелази 10 километара. Међутим, знатно је гушћа, са просечном густином од 2,9 g/cm³.

## Састав
Иако до сада није набушена комплетна секција океанске коре, геолози на неколико различитих места имају показатеље о томе како изгледа океанско дно. Претпоставке о саставу океанске коре базиране су на истраживањима офиолита (делова океанске коре који су сачувани на континентима), поређењу сеизмичке структуре океанске коре са лабораторијски одређеним брзинама сеизмичких таласа на узорцима познатог састава, и узорцима прикупљених са океанског дна бушењем. Океанска кора је у великој мери једноставније грађе од континенталне коре и у општем случају се може поделити у три дела.
- Слој 1 има просечну дебљину око 0,4 km. Састоји се од неконсолидованих или полуконсолидованих седимената, који су обично врло танки или уопште не постоје у зонама близу средњоокеанских гребена. Седименти су теригеног типа близу континенталних маргина, што значи да потичу са континента, за разлику од дубоководних седимената који су изграђени од малих љуштура маринских организама и имају карбонатни или силикатни састав. Такође, седименти овог дела океанске коре могу бити изграђени и од вулканске прашине или теригеног материјала транспортованог турбидитним токовима.[2]
- Слој 2 се може поделити у два дела: слој 2А - представља највиши вулкански слој дебео 0,5 km, изграђен од фино-кристаластог базалта обично у форми пилоу лава; и слој 2Б - који има дебљину од 1,5 km и изграђен је од дијабазних дајкова.
- Слој 3 је настаје спорим хлађењем магме испод површине и састоји се од грубозрних габрова и кумулатних ултрамафитских стена. Овај слој чини преко две трећине укупне запремине океанске коре и има дебљину скоро 5 км.

### Геохемија
Највећу запремину океанског дна чине базалти средњоокеанских гребена, који настају од толеитских магми са ниским садржајем калијума. Ове стене имају мале концентрације великих јона литофилних елемената, лаких елемената ретких земаља, волатилних елемената и других високо инкомпатибилних елемената. Могу се наћи базалти обогаћени инкомпатибилним елементима, али су они ретки и повезани су са врућим тачкама на средњоокеанским гребенима, као што су локалитети на острву Галапагос, Азорским острвима и Исланду.